# Rắn mamba
Rắn Mamba (Danh pháp khoa học: Dendroaspis) là một chi rắn trong họ rắn Elapidae. Các loài trong chi này có đặc điểm là những con rắn chuyển động nhanh, bò trên mặt đất hoặc sống trên cây và là những loài rắn có nọc độc. Có bốn loài còn sinh tồn và đều có nguồn gốc ở châu Phi. Trong số đó, loài rắn Mamba đen được biết đến nhiều nhất với những đợt tấn công người và được mệnh danh là Cơn ác mộng của người dân châu Phi

## Tên gọi
Danh pháp chi, Dendroaspis, có nguồn gốc từ tiếng Hy Lạp cổ đại Dendro, nghĩa là "cây xanh", và aspis hoặc "asp", được hiểu theo nghĩa "lá chắn", nhưng cũng có hàm nghĩa "rắn hổ mang" hoặc chỉ đơn giản là "con rắn". Trong văn bản cổ, aspis hay asp thường được sử dụng nhằm nhắc đến rắn hổ mang Ai Cập (Naja haje), ám chỉ phần mang giống như lá chắn. Như vậy, "Dendroaspis" theo nghĩa đen là rắn trên cây, đề cập đến bản chất sống trên cây của hầu hết các loài trong chi.

## Các loài
- Dendroaspis angusticeps: Rắn Mamba lục miền Đông (loài nhỏ nhất trong chi)
- Dendroaspis jamesoni: Rắn Mamba Jameson
- Dendroaspis polylepis: Rắn Mamba đen (loài độc nhất, nhanh nhất trong chi và duy nhất sống ở mặt đất)
- Dendroaspis viridis: Rắn Mamba lục miền Tây

## Đặc điểm
Hầu hết các thành viên của chi này (ví dụ mambas xanh) sống trên cây. Tuy nhiên, Mamba đen thì trườn trên mặt đất. Chúng hoạt động về ban ngày: trong ngày, chúng chủ động săn mồi gồm động vật có vú nhỏ, chim, thằn lằn và trở về hang ổ cùng một đêm. Nhiều người tin rằng Mamba đen sẽ đuổi theo và tấn công con người. Tuy nhiên, điều này có lẽ là một sự hiểu lầm do tốc độ mà loài này có thể di chuyển. Mamba đen thường sử dụng tốc độ của mình để thoát khỏi các mối đe dọa.
Các loài rắn này thường tránh tiếp xúc với con người. Tất cả con mamba là rất độc. Nọc độc của họ bao gồm hầu hết các độc tố thần kinh (gọi là dendrotoxins). Bên cạnh các độc tố thần kinh, cũng mang cardiotoxins và fasciculins. Ngay cả thời tiết và độ cao có thể ảnh hưởng đến độc tính. Một vết cắn có thể gây tử vong cho con người không được tiếp cận thích hợp cứu và điều trị chống nọc độc tiếp theo.